# Família Burlamacchi
A Casa de Burlamacchi, também conhecida pela grafia aportuguesada Familia Burlamaqui (em italiano: Casa di Burlamacchi), é uma família nobre da Itália, originada da República de Luca foi uma das mais importantes deste país e da península italiana antes da unificação, sendo uma família Nobre Feudal, Patricia e Senhores de Torres. Se destacando particularmente no comércio e na política nos séculos XIV-XIX na Itália e no Brasil.

## Historia
O fundador da família se chamava Buglione; o sobrenome, porém, não era Burlamacchi, mas  Ansenesi.
No tempo em que os pisanos tiranizavam Lucca, Buglione incitou o povo contra a dominação pisana. Então, com uma espada de aço, à frente dos revoltosos, dirigiu-se ao palácio onde se alojava o cônsul de Pisa e, sem muitas cerimônias, matou-o. Desde então, não foi mais conhecido por outro nome senão o de Burlamatto, o qual, ligeiramente alterado, seus descendentes conservaram em memória do acontecimento, abandonando por completo o antigo sobrenome dos Ansenesi.
Sendo assim a tradição erudita de Lucca remonta o nome Burlamacco ao início do século XIII, quando viveu  Buglione Burlamacchi. De seu filho Brunetto, nasceu Baldinotto Burlamacchi, de quem descende Pietro Burlamacchi, pai de Niccolò Burlamacchi de quem descendem todos os Burlamacchi.
Desde 1278, a família Burlamacchi estava entre os guelfos e em 1308 "omnes et singuli filii Burlamacchi." Já no final do século XIII é dado pela sede da "camera lucani comunis" "in domo filiorum Burlamacchi", naquela paróquia de S. Alessandro Maggiore que permaneceu como residência da família durante séculos e onde uma "domus magna" dos Burlamacchi é atestada, já no século XIV.
Em 1308 houve uma revolta popular, e os Burlamacchi foram processados juntamente com outras famílias nobres, os Potentadas e Casatici — esses eram os nomes dados aos senhores dos castelos.

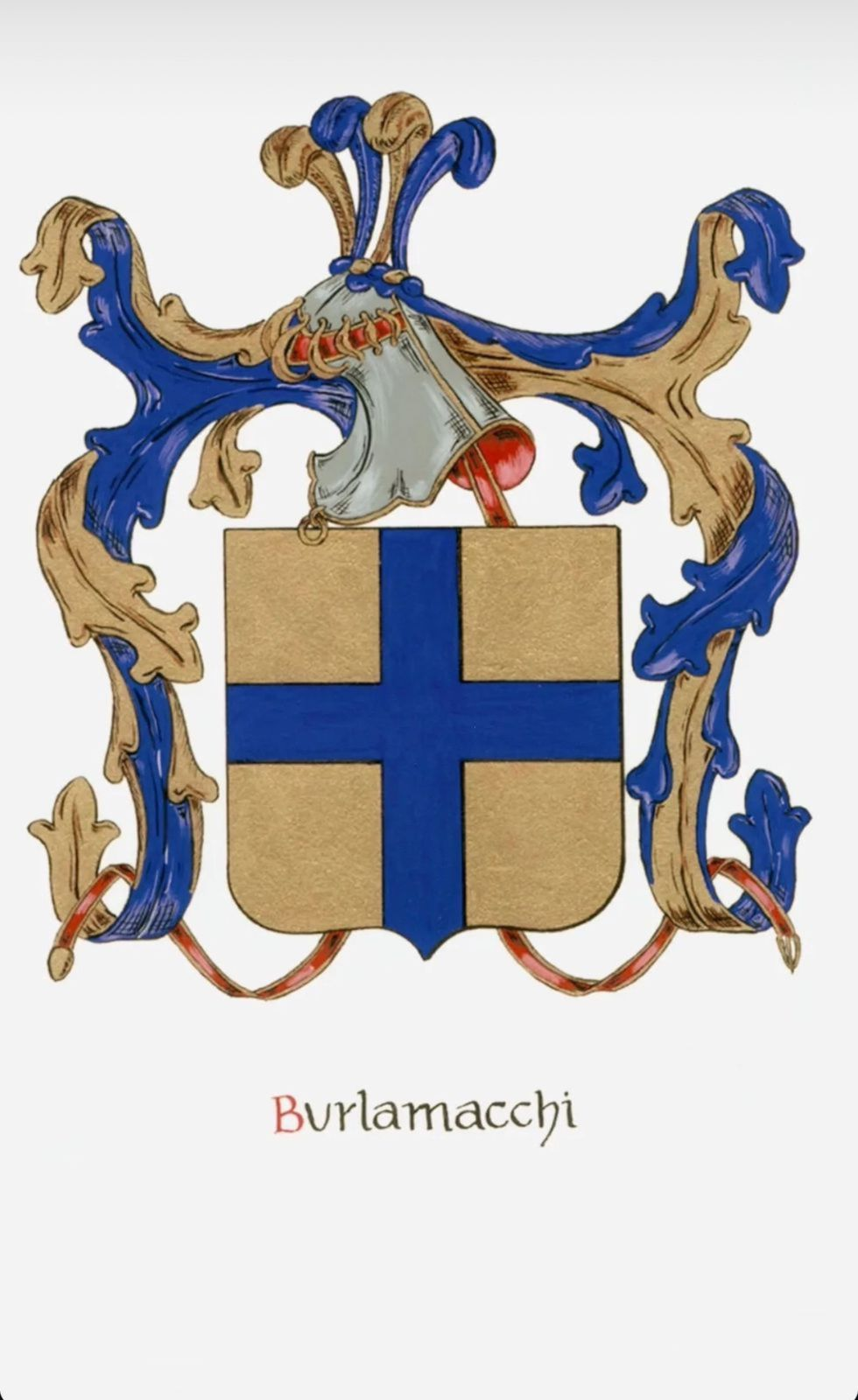
Brasão da familia Burlamacchi

A riqueza da família pode ser atribuída acima de tudo à florescente produção e comércio de tecidos de seda fina, pelos quais Lucca se destacou até meados do século XVII. E a rede comercial dos Burlamacchi se estendia de Portugal à França, Suíça e Flandres.
No século XVI, vários membros da família abraçaram a Reforma Luterana e foram forçados a se refugiar na França, onde alguns escaparam na Noite de São Bartolomeu em Paris e mais tarde foram para o reduto protestante de Genebra.

## Período de Decadência

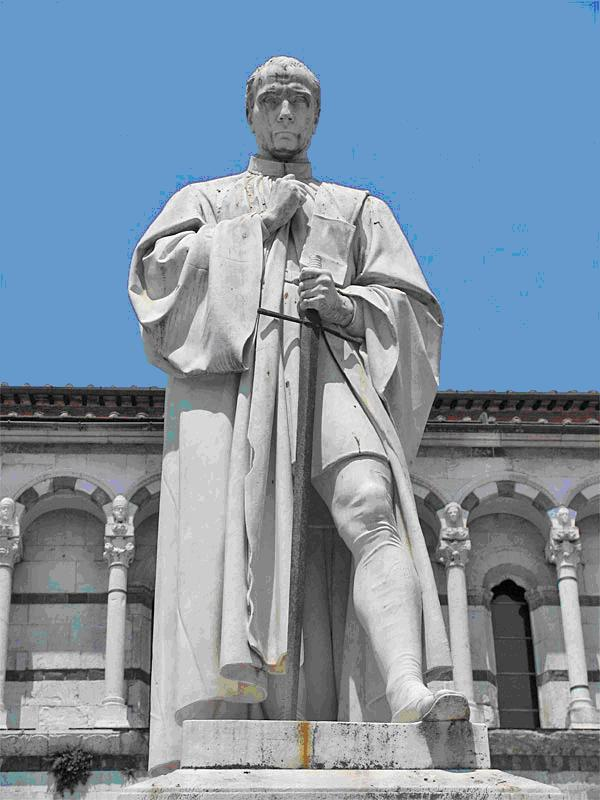
Francesco Burlamacchi

Em 1549, Francesco Burlamacchi, sendo Gonfalonier e líder da modesta milícia da Republica de Luca, idealizou a libertação de Pisa do domínio florentino e, posteriormente, a criação de uma confederação de estados na Itália, onde os povos poderiam viver em paz, sem medos e, portanto, livres. No entanto, esse movimento não foi bem aceito por Cosimo de Médici nem pelo povo de Lucca, que temia o poder opressor e a ganância dos florentinos. Francesco foi traído por seus concidadãos e entregue aos tribunais do Imperador Carlos V, que o torturou e decapitou.
Quatro séculos depois, Francesco foi proclamado o “primeiro mártir” da unificação da Itália, e o povo de Lucca erigiu um imponente monumento de mármore em sua homenagem, atualmente situado na central Piazza San Michele.

## Portugal e Brasil
No século XVIII, Ippolito Burlamacchi e seu irmão Carlo Burlamacchi foram até Portugal representar os interesses comerciais e políticos da família Burlamacchi em Portugal.
Ippolito Burlamacchi se casou com a nobre portuguesa Matilde Valentina Pedegache Brandão e teve como filho Carlos César Burlamaqui. Juntando assim a nobreza italiana com a nobreza lusitana e criando os Burlamaqui brasileiros de onde descendem todos os Burlamaqui do Brasil.
No Brasil os Burlamaqui se fixaram no Piauí e deram continuidade aos planos políticos chegando a altos cargos políticos no século XIX.
Se destacando Carlos César Burlamaqui que foi cavaleiro da Ordem de Cristo, Coronel e Governador da província do Piauí e primeiro governador de Sergipe, antiga Capitania de Sergipe Del Rey, emancipada em 8 de julho de 1820 da província da Bahia por meio de carta-régia emitida por D. João VI. 
E seu neto Polidoro César Burlamaqui que foi foi um professor, jurista e político brasileiro, governador do Piauí e Paraná e oficial das Ordens da Rosa e Ordem de Cristo.

## França
Salvatore Burlamacchi, banqueiro em Lucca, Amsterdã e Lyon, nasceu em 9 de novembro de 1602, em Lucca, e casou-se com Marguerite de Lumagne, filha do banqueiro Jean André Lumague e irmã de Marie Lumague. Em 1633, Salvatore recebeu cartas de naturalização. Seu filho, François Burlamacchi foi pajem de Luís XIV e, em 1673, casou-se com Marie Picot, filha de Jacques, senhor de Vivier e Motte de Coutevroult, mordomo comum do rei. 
Seu bisneto, Jean François, capitão do regimento Dauphin, faleceu em junho de 1734 durante a Batalha de Parma e a esposa dele Claude Gatian, era filha de um conselheiro e mestre de pedidos do Parlamento de Paris. E a irmã de Jean François, Catherine Isidore de Bourlamaque, foi abadessa da abadia de Pont-aux-Dames de 1727 até sua morte em 1752. 
Dessa união entre Jean e Claude nasceria François Charles de Bourlamaque que foi um general francês do século XVIII. E teve uma carreira militar distinta, começando como engenheiro militar, passando por capitão assistente, coronel de infantaria, comandante de infantaria, general de brigada, major-general, comendador da Ordem Real e Militar de São Luís, e, finalmente, governou Guadalupe.

## Personalidades
A Familia Burlamacchi e seus ramos Burlamaqui, Bourlamaque teve como seus membros ilustres:
- Arvore Genealógica da Familia Burlamacchi até o século 18.

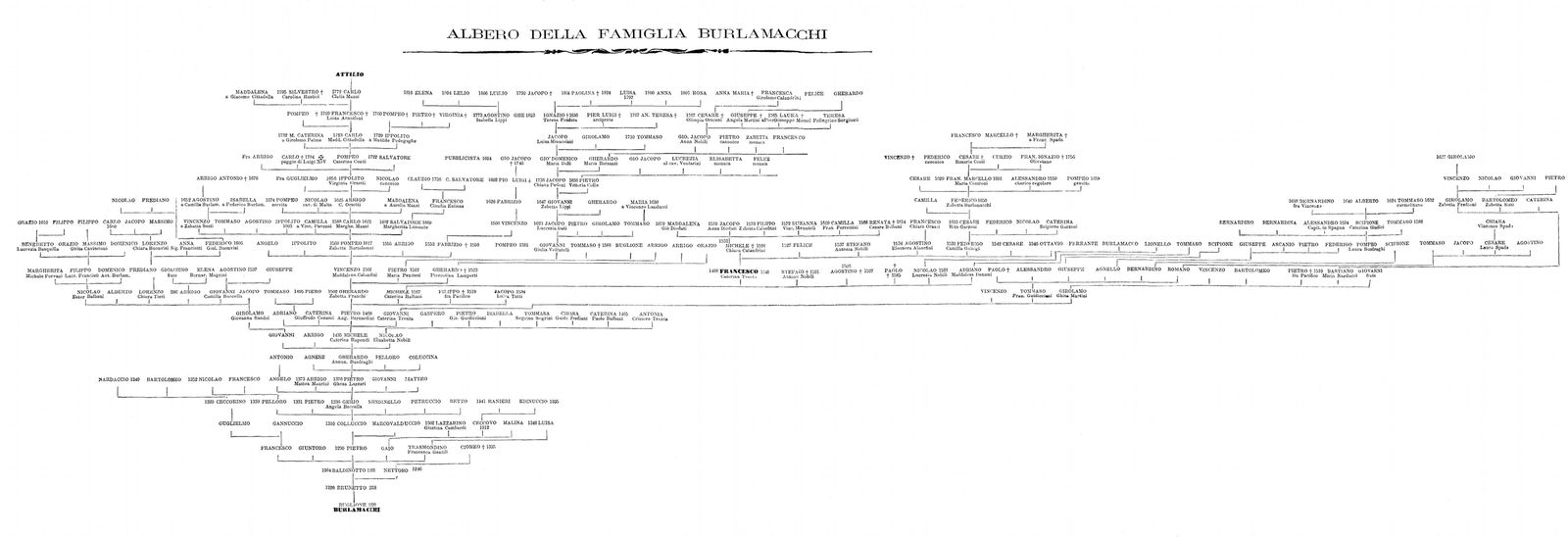
Arvore Genealógica da Familia Burlamacchi até o século 18.

- Eufrasia Burlamacchi (1482 - 1548), freira dominicana italiana, iluminadora de manuscritos ;
- Francesco Burlamacchi (1498-1548), Foi um destacado político, patrício e nobre italiano, reconhecido como o primeiro mártir no processo de unificação da Itália ;
- Philippe Burlamacchi (1575 - 1644), Intermediário financeiro, inventor do conceito de banco central e Postmaster General do Rei da Inglaterra Carlos I ;[14]
- Renée Burlamacchi (1568-1641), Escritora e casada com Théodore Agrippa d'Aubigné.[1]
- François Charles de Bourlamaque (1716 – 1764), que foi um general francês do século XVIII. E teve uma carreira militar distinta, começando como engenheiro militar, passando por capitão assistente, coronel de infantaria, comandante de infantaria, general de brigada, major-general, comandante da Ordem Real e Militar de São Luís, e, finalmente, governou Guadalupe.
- Jean-Jacques Burlamaqui (1694—1748) foi um jurista, publicista e escritor, autor de obras que tiveram grande influência na filosofia do Direito nos países católicos do sul da Europa.
- Carlos César Burlamaqui  (1775 – 1844), que foi cavaleiro da Ordem de Cristo, Coronel e Governador da província do Piauí e primeiro governador de Sergipe, antiga Capitania de Sergipe Del Rey.
- Polidoro César Burlamaqui (1836 — 1894), que foi um professor, jurista e político brasileiro, Presidente da Província do Piauí e da Província do Paraná e oficial das Ordens da Rosa e Ordem de Cristo.[15]
- Frederico Leopoldo Cezar Burlamaqui (1803 — 1866), foi um cientista brasileiro, botânico e mineralogista, filho de Carlos César Burlamaqui. Foi diretor do Museu Nacional entre 1847 e 1866.
- Joaquim Augusto Burlamaqui Marecos (1805 - 1857), foi 1º Barão e Visconde de Fonte Boa, fidalgo da Casa Real e deputado, proprietário abastado no distrito de Santarém, em 1834 presidia à Câmara Municipal de Santarém, provedor da Santa Casa de Misericórdia.[16]
- Emilio César Burlamaqui (1866 - 1915), foi Intendente de Teresina, Delegado Fiscal e Inspetor da Alfandega da Paraíba.
- Jesus Burlamaqui Hosannah (1884 - 1978), foi Secretário e Governador de Rondônia e membro do Partido Trabalhista Brasileiro (PTB). [17]
- Anna Paula Burlamaqui Soares (1967-), é uma atriz brasileira, vencedora do prêmio de Melhor Atriz Coadjuvante pelo Festival do Recife. Também recebeu indicações para o Prêmios Qualidade Brasil.